# Krasnopolianski
Krasnopolianski - Краснополянский (rus) és un possiólok del krai de Krasnodar, a Rússia. Es troba a les terres baixes de Kuban-Azov, a l'inici del delta del Kuban. És a 18 km al sud-est de Poltàvskaia i a 60 km a l'oest de Krasnodar.
Pertany al possiólok d'Oktiabrski.